# Порошин Андрій Михайлович
Андрі́й Миха́йлович Поро́шин (нар. 30 липня 1978 року в Кіровограді) — український футболіст, нападник. Виступав за команди «Зірка-2», «Шериф», «Торпедо» К, «Локомотив» М, «Спартак» Н, «Шинник», СКА Р-Д, «Салют-Енергія», «Даугава».

## Життєпис
Футболом почав займатися з семи років почав. Першим тренером був тренера В. П. Капінус. До 15 років закінчив кіровоградську ДЮСШ-2. Поступив навчатися до факультету фізичного виховання ЦДПУ, де грав за команду факультету. Андрія помітили і запросили до «Зірки», яку на той час очолював Олександр Іщенко. У 18 років підписав контракт з кіровоградською професійною командою. У вищій лізі чемпіонатів України дебютував 6 квітня 1997 року в Сімферополі, в матчі проти місцевої «Таврії».
На матчі Кубка України проти «Дніпра» був присутній тренер тираспольського «Шерифа», який запросив футболіста до молдовського клубу. У 2001 році Порошин перейшов до кутаїського «Торпедо», за який зіграв 55 матчів в чемпіонаті і 1 в Кубку УЄФА. У 2004 році перейшов до «Локомотива», однак до основного складу команди йому потрапити не вдалося і Порошина віддали в оренду до нальчицького «Спартака». Потім були виступи за клуби російської першої ліги: ярославський «Шинник», ростовський СКА і бєлгородську «Салют-Енергію». У 2010 році перейшов до клубу «Даугава» латвійського чемпіонату. А восени 2010 року повернувся до кіровоградської «Зірки».
14 серпня 2003 року дебютував у матчі Кубка УЄФА «Ланс» — «Торпедо» Кутаїсі, зігравши 39 хвилин за грузинський клуб.

## Статистика виступів у турнірах
| Турнір                                  | К-сть матчів | К-сть м'ячів |
| --------------------------------------- | ------------ | ------------ |
| Кубок УЄФА, квал. раунд                 | 1            | 0            |
| Чемпіонат України, вища ліга            | 38           | 2            |
| Чемпіонат України, перша ліга           | 17           | 2            |
| Чемпіонат України, друга ліга           | 24           | 4            |
| Кубок України                           | 9            | 1            |
| Чемпіонат Росії, Прем'єр-Ліга           | 25           | 4            |
| Чемпіонат Росії, перша ліга             | 165          | 41           |
| Чемпіонат Росії серед дублюючих складів | 13           | 2            |
| Кубок Росії                             | 6            | 0            |
| Чемпіонат Молдови                       | ??           | ?            |
| Кубок Молдови                           | ??           | ?            |
| Чемпіонат Грузії                        | 55           | 23           |
| Кубок Грузії                            | ??           | ?            |
| Чемпіонат Латвії, вища ліга             | 8            | 3            |
| Чемпіонат Латвії, перша ліга            | 1            | 0            |
| Кубок Співдружності, вищий дивізіон     | 8            | 2            |
| Кубок Співдружності, перший дивізіон    | ??           | ?            |